# 英數字元
英數字元（Alphanumeric）是指拉丁字母及數字字元的字元集，若考慮大小寫字母及數字，共有62個，若不區分大小寫字母，共有36個。不過在有些資料中，「英數字元」會指範圍更廣的字元集。
英數字元常用來作為顯示、識別及編號用，例如許多國家的車輛號牌的牌號是由英數字元所組成，而七段顯示器也可以顯示數字及部份的字母。

## 人機介面中的英數字元子集
當一個字串中有字母及數字混合出現時，因為字母I、O及Q和數字的1和0相當類似，常會出現混淆的情形。因此依應用的不同，會使用英數字元中的子集，以避免混淆。
客機中的座位圖及座位編號是以一個表示第幾排的數字再配合一個表示座位的字母。針對寬體的飛機，一排可以有10個座位，其編號為ABC-DEFG-HJK，跳過了可能會誤認為1的I。
大部份車輛製造商的車輛識別號碼中，會避免使用和數字1和0相近的字母I、O及Q。
若是用來書寫的英數字元，除了I及O以外，字母V因書寫體類似字母U，字母Z因為類似數字2，也常會被避免使用。